# クライトン・アルベルト・フォントーラ・ドス・サントス
クライトン・アルベルト・フォントーラ・ドス・サントス（Claiton Alberto Fontoura dos Santos, 1978年1月25日 - ）は、ブラジル・リオグランデ・ド・スル州ポルト・アレグレ出身の元サッカー選手。サッカー指導者。現役時代のポジションはミッドフィールダー（ボランチ）。ドレッドヘアーの風貌がトレードマーク。

## 経歴
1998年にSCインテルナシオナルでトップチームデビュー。その後、ブラジルの複数クラブを経て、2001年にスイスのセルヴェットFCへ入団。同年にはUEFAカップにも出場した。
セルヴェットFC退団後は母国ブラジルのクラブへ移籍したが、2004年7月にユース時代から面識のあるネルシーニョ監督の誘いを受け、名古屋グランパスに入団。主力としてチームに大きく貢献した。しかし2005年、ウェズレイ、マルケスなどの外国人ストライカーが退団し、その後成績不振によりネルシーニョ監督が解任されると、得点力不足の切り札としてフォワードで起用されるようになり、本来のパフォーマンスを発揮できないまま、シーズン終了後に戦力外通告を受け退団、ボタフォゴFRへ移籍した。
その後、CRフラメンゴを経て2007年にアトレチコ・パラナエンセへ入団。アトレチコ・パラナエンセではキャプテンとしてチームを牽引し、2008年はパラナ州選手権における同チームの12連勝に大きく貢献した。同年2月、アルセウの退団によりボランチの補強を急務としていたコンサドーレ札幌からのオファーを受け、再びJクラブに移籍した。
札幌加入は開幕直前のことであり、連携面で不安があったことから開幕数試合はFWとしてプレー。その後は主に本職のボランチとしてプレーしたが、チームに負傷者が続出したこともあったため、状況に応じてFWや攻撃的MFとしてもプレーした。またセットプレー時のキッカーも務め、ダヴィとのコンビネーションで不振に陥るチームにありながら多くのアシストを記録した。しかし、札幌は5試合を残してJ2降格が決定。クライトンも父親の重病に伴い公式戦2試合を残してブラジルへ帰国した。
その活躍から複数J1クラブが興味を示し移籍が確実視されていたが、条件面で他クラブと合意に至らず2009年も札幌でプレーすることが決定した。クライトン自身も札幌には愛着があったらしく、交渉の際も札幌残留を希望し「10万ドル（約900万円）高いクラブがあっても札幌を選ぶ」と述べたとされる。年明け後も古巣、アトレチコ・パラナエンセがクライトン獲得の意向を示し、クライトンの家族もブラジルでのプレーを望んだことから再び移籍が持ち上がったが、札幌側は父親の病状が悪化した際、シーズン中でも帰国を認めるなどの条件を提示。これによりクライトンも札幌残留を決意し、2月に入ってからキャンプに合流した。
2009年は外国人ボランチとしてダニルソンが加入し、また、監督に就任した石崎信弘の希望もあって攻撃的MFとしてプレー。背番号10を背負い、チームの中心選手として活躍した。しかし、以前から慢性化していた右足のアキレス腱痛に苦しみ、7月に入り症状はさらに悪化。それでもなお炎症を抑える注射を打って試合に臨むなどしたが、チームのメディカル部門から右足アキレス腱の負傷の治療に1～2ヶ月を要すると診断され、またリハビリ期間も含めると今季中の復帰が絶望的となったことで本人とクラブとの間で協議した結果、2009年7月14日、両者の合意のもとで契約解除したことが発表された。なお、その際には他のJクラブへは移籍しないとの覚書を交わしており、怪我の治療後はブラジル国内のクラブを中心に移籍先を探すこととされたが、札幌退団から12日後には古巣であり前年からオファーされていたアトレチコ・パラナエンセへの入団会見が開かれ、この事実を知った札幌の石崎監督は「まぁ、そんなもんじゃろう」と苦笑いしながら語った。
2013年3月4日、アレクリンFCに加入した。

## 個人成績
| 国内大会個人成績 | 国内大会個人成績   | 国内大会個人成績 | 国内大会個人成績 | 国内大会個人成績 | 国内大会個人成績 | 国内大会個人成績 | 国内大会個人成績 | 国内大会個人成績 | 国内大会個人成績 | 国内大会個人成績 | 国内大会個人成績 |
| 年度             | クラブ             | 背番号           | リーグ           | リーグ戦         | リーグ戦         | リーグ杯         | リーグ杯         | オープン杯       | オープン杯       | 期間通算         | 期間通算         |
| 年度             | クラブ             | 背番号           | リーグ           | 出場             | 得点             | 出場             | 得点             | 出場             | 得点             | 出場             | 得点             |
| ブラジル         | ブラジル           | ブラジル         | ブラジル         | リーグ戦         | リーグ戦         | ブラジル杯       | ブラジル杯       | オープン杯       | オープン杯       | 期間通算         | 期間通算         |
| ---------------- | ------------------ | ---------------- | ---------------- | ---------------- | ---------------- | ---------------- | ---------------- | ---------------- | ---------------- | ---------------- | ---------------- |
| 1997             | バイーア           |                  | セリエA          | 0                | 0                |                  |                  |                  |                  |                  |                  |
| 1998             | インテルナシオナル |                  | セリエA          | 19               | 1                |                  |                  |                  |                  |                  |                  |
| 1999             | インテルナシオナル |                  | セリエA          | 18               | 1                |                  |                  |                  |                  |                  |                  |
| 2000             | ヴィトーリア       |                  | セリエA          | 20               | 2                |                  |                  |                  |                  |                  |                  |
| 2001             | バイーア           |                  | セリエA          | 0                | 0                |                  |                  |                  |                  |                  |                  |
| スイス           | スイス             | スイス           | スイス           | リーグ戦         | リーグ戦         | スイス杯         | スイス杯         | オープン杯       | オープン杯       | 期間通算         | 期間通算         |
| 2001-02          | セルヴェット       |                  | ナショナル       | 15               | 1                |                  |                  |                  |                  |                  |                  |
| ブラジル         | ブラジル           | ブラジル         | ブラジル         | リーグ戦         | リーグ戦         | ブラジル杯       | ブラジル杯       | オープン杯       | オープン杯       | 期間通算         | 期間通算         |
| 2002             | インテルナシオナル |                  | セリエA          | 24               | 0                |                  |                  |                  |                  |                  |                  |
| 2003             | インテルナシオナル |                  | セリエA          | 41               | 0                |                  |                  |                  |                  |                  |                  |
| 2004             | サントス           |                  | セリエA          | 9                | 1                |                  |                  |                  |                  |                  |                  |
| 日本             | 日本               | 日本             | 日本             | リーグ戦         | リーグ戦         | リーグ杯         | リーグ杯         | 天皇杯           | 天皇杯           | 期間通算         | 期間通算         |
| 2004             | 名古屋             | 30               | J1               | 13               | 3                | 4                | 0                | 2                | 0                | 19               | 3                |
| 2005             | 名古屋             | 8                | J1               | 31               | 4                | 6                | 0                | 1                | 0                | 38               | 4                |
| ブラジル         | ブラジル           | ブラジル         | ブラジル         | リーグ戦         | リーグ戦         | ブラジル杯       | ブラジル杯       | オープン杯       | オープン杯       | 期間通算         | 期間通算         |
| 2006             | ボタフォゴ         |                  | セリエA          | 31               | 3                |                  |                  |                  |                  |                  |                  |
| 2007             | フラメンゴ         |                  | セリエA          | 5                | 1                |                  |                  |                  |                  |                  |                  |
| 2007             | アトレチコ-PR      |                  | セリエA          | 22               | 2                |                  |                  |                  |                  |                  |                  |
| 日本             | 日本               | 日本             | 日本             | リーグ戦         | リーグ戦         | リーグ杯         | リーグ杯         | 天皇杯           | 天皇杯           | 期間通算         | 期間通算         |
| 2008             | 札幌               | 15               | J1               | 30               | 2                | 6                | 0                | 1                | 0                | 37               | 2                |
| 2009             | 札幌               | 10               | J2               | 23               | 4                | -                | -                | -                | -                | 23               | 4                |
| ブラジル         | ブラジル           | ブラジル         | ブラジル         | リーグ戦         | リーグ戦         | ブラジル杯       | ブラジル杯       | オープン杯       | オープン杯       | 期間通算         | 期間通算         |
| 2009             | アトレチコ-PR      |                  | セリエA          |                  |                  |                  |                  |                  |                  |                  |                  |
| 通算             | ブラジル           | ブラジル         | セリエA          | 189              | 11               |                  |                  |                  |                  |                  |                  |
| 通算             | スイス             | スイス           | ナショナル       | 15               | 1                |                  |                  |                  |                  |                  |                  |
| 通算             | 日本               | 日本             | J1               | 74               | 9                | 16               | 0                | 4                | 0                | 94               | 9                |
| 通算             | 日本               | 日本             | J2               | 23               | 4                | -                | -                | -                | -                | 23               | 4                |
| 総通算           | 総通算             | 総通算           | 総通算           | 256              | 19               |                  |                  |                  |                  |                  |                  |

## タイトル

### 選手時代
SCインテルナシオナル
- カンピオナート・ガウショ：3回（1997、2002、2003）

ECヴィトーリア
- カンピオナート・バイアーノ：1回（2000）

ECバイーア
- カンピオナート・バイアーノ：1回（2001）
- コパ・ド・ノルデステ（ポルトガル語版）：1回（2001）

サントスFC
- カンピオナート・ブラジレイロ・セリエA：1回（2004）

ボタフォゴFR
- カンピオナート・カリオカ：1回（2006）

CRフラメンゴ
- タッサ・グアナバラ：1回（2007）
- カンピオナート・カリオカ：1回（2007）